# میلان چیچ
میلان چیچ (انگلیسی: Milan Čič؛ زاده ۲ ژانویهٔ ۱۹۳۲ – درگذشته ۹ نوامبر ۲۰۱۲) سیاست‌مدار و وکیل اهل اسلواکی بود.
میلان چیچ در ۹ نوامبر ۲۰۱۲، در سن ۸۰ سالگی درگذشت.